# Тема (Византия)
Вижте пояснителната страница за други значения на Тема.
Темата (на гръцки: thema, буквално „това, което е положено в основата“) е основна военно-административна област на Източната Римска империя. Темите заменят системата на провинциалните диоцези, установени от императорите Диоклециан и Константин I. Темната организация и провинциална система достигна своя апогей в IX – X век, когато са разделени редица стари теми и обособени нови, а също и създадени в новозавоюваните земи от империята.

## Терминология
Терминът тема първоначално означава отряд, съставен от жителите на определена област. По-късно започва да се употребява за отделни военни подразделения в рамките на византийската армия. Употребата на „тема“ заедно с „каталогос“ (на гръцки: κατάλογος) и „аритмос“ (на гръцки: ἄριθμός) през VII в. е указание, че понятието се отнася към организацията на армията.:с. 61

## Образуване
И до днес в историографията съществува спор кога са формирани първите теми. Автори като Ш. Дил (Diehl), Бейнс (Baynes), Φ. Дьолгер (Dolger), Енслин (Ensslin), H. Пигулевская и Д. Ангелов смятат, че първите теми са образувани още по времето на император Ираклий, около 620 г. Ключова в случая е една фраза у хрониста Теофан, че напускайки Константинопол, Ираклий навлязъл „в областта на темите“. Други автори (Пертузи, Караянопулос, Ломоури) отнасят създаването на темите към втората половина на VII в (т.е. след смъртта на Ираклий и по времето на неговия внук Констанс II). Това тяхно схващане се основава на факта, че първото споменаване на отделните теми се отнася към 60–те години на VII в.
Темите започват да се формират в Мала Азия като отговор на персийската и арабската експанзия и са част от защитните мерки срещу силния вражески натиск. Те са създадени на основата на дислокацията на римските легиони в Източната Римска империя, като техните имена съответстват на военни части, т.е. те ги преповтарят. Първите теми са::с. 61 – 2
- Армениакон (на гръцки: Ἀρμενιακόν), която включва вътрешните области на Велика Армения от Понтийското (Черноморско) крайбрежие на север до планината Тавър на юг;
- Анатоликон (на гръцки: Ἀνατολικόν) обхваща Централна Мала Азия от Егейското крайбрежие на запад до Тавър и областта Кападокия на изток;
- Опсикион (на гръцки: Ὀψίκιον) е съставена от старите провинции Витиния, Пафлагония, Фригия и Троада;
- морската тема на Карависианците (на гръцки: Καραβισιάνοι) обхваща крайбрежните райони на Южна и Западна Мала Азия, включително островите Родос, Хиос и Лесбос.

Названията на първите теми произлизат от военните единици, разположени в тях. Темата Анатоликон (букв. Изток, гръцки превод на латинското prаеfectura Oriens) включва старите legiones Orientis, а Армениакон е образувана на мястото на предираклиевите полусамостоятелни арменски военни части. Названието на темата Опсикион идва от латинското Obsequium magistri militum praesentalis (личната гвардия на командващия източноримските войски – магистер милитум презенталис). Темата на Карависианците (на гръцки: κάραβος – кораб) е сформирана на базата на моряшкото население, което обитава крайбрежните области на Мала Азия и Егейските острови.
Темите на Балканския полуостров се формират също във връзка с конкретна външна или вътрешна опасност. След 681 г. е образувана темата Тракия, за да отбранява Константинопол и хинтерланда му от новосформираната на север от Хемус българска държава на Аспарух. Между 687 и 695 г. във връзка с военните действия срещу славиниите е създадена темата Елада (на гръцки: Ἒλλας). В края на VII в. възниква и темата Сицилия (на гръцки: Σικελία), за да отбранява острова от арабите. За разлика от азиатските теми, които носят наименованията на военни части, европейските са именувани на географски обекти.
Първоначалната темна система търпи сериозни промени в XI-XII век, по времето на втория разцвет на империята, при управлението на Македонската династия. Към края на XI век, след катастрофата в битката при Манцикерт и с началото на Кръстоносните походи, терминът постепенно излиза от официална употреба с наложилите се принудително промени, но все пак остава да се използва по отношение на провинциалната и финансово-фискалната система до края на империята – 29 май 1453 г., когато се изчерпва от съдържание и централната имперска тема.

### В България
След завладяването на Първото българско царство неговата територия също е обхваната от темната система. Северна България е обособена в Паристрион с център Дръстър, Югозападна България – България (Скопие), северозападните части – Сирмиум (Срем), крайните югозападни земи – Дирахий (Драч), Източна Тракия – Македония, земите по река Струма – Стримон, а земите около Солун – Тесалоники – с център Солун. Крайните източни територии стават Тракия Навсякъде са назначени византийски управители, наречени общо стратези.

## Организация
Темата е военно-териториална единица начело със стратег, който командва всички военни поделения в подчинената му тема. Изключение прави темата Опсикион, която има за управител комис (κόμης). Най-близките помощници на стратега са: преторът (на гръцки: ὁ πραίτωρ), който изпълнява функциите на съдия и полицейски управител на темата, на него е подчинен преторионът (темният затвор); протонотарият на темата (на гръцки: ὁ πρωτονοτάριος) – данъчен инспектор; хартуларият (на гръцки: ὁ χαρτουλάριος), който се грижи за комплектуването на армията, снабдяването с храна и оръжие и разпределянето на заплатите (на гръцки: ῥόγα). Докато преторът и протонотарият са подчинени пряко на стратега, хартуларият е подчинен на логотета на стратиотика и докладва пряко в имперската канцелария (на гръцки: βασιλικὸν κριτήριον). Определени граждански пълномощия притежава и епископът на областта, който докладва пряко пред патриарха и Църковния съд. По този начин се създават лостовете за контрол върху дейността на стратега, ограничава се възможността му да действа самостоятелно или опозиционно на централната власт.:с. 61